# Jerzy Ostrogórski
Jerzy Ostrogórski (ur. 7 kwietnia 1944 w Wilnie, zm. 8 września 2020 w Gdańsku) – profesor nauk o sztukach pięknych, specjalność malarstwo. Wykładowca w Akademii Sztuk Pięknych w Gdańsku oraz na Wydziale Architektury, Inżynierii i Sztuki w Sopockiej Szkole Wyższej.

## Życiorys
Studiował od 1965 w Państwowej Wyższej Szkole Sztuk Plastycznych w Gdańsku (obecnie: Akademia Sztuk Pięknych w Gdańsku). Dyplom z wyróżnieniem uzyskał w 1971 w pracowni prof. Stanisława Borysowskiego. Kariera naukowa: w 1971 asystent na Wydziale Malarstwa PWSSP w Gdańsku, w 1978 adiunkt I stopnia, w 1985 docent, w 1991 profesor nadzwyczajny, w 1996 profesor zwyczajny. W latach 1992–1993 i 1998–2000 profesor Uniwersytetu Bilkent w Ankarze w Turcji. Prowadzi Pracownię Malarstwa na Wydziale Malarstwa. Współtwórca Galerii „OUT”. W latach 1987–1990 był prodziekanem Wydziału Malarstwa i Grafiki. Stypendysta Miasta Gdańska.
Zajmuje się malarstwem i rysunkiem. W latach siedemdziesiątych powstał cykl obrazów-obiektów zastępujący malowany kadr słowem, materialny obiekt pojęciem, portret zaimkiem osobowym on, ona. W latach osiemdziesiątych powstał cykl obrazów pt. „Notatnik ścienny”, gdzie przestrzeń płótna zrównana została ze ścianą, która chłonie nieuporządkowane, spontaniczne zapisy dotyczące obrazu, zdarzeń i faktów związanych z malarstwem. Koniec lat osiemdziesiątych to obrazy podnoszące szkic do wartości oryginału. W tym okresie powstały również obiekty wykorzystujące gotową konfekcję; cykle „Wieszaki”, „Szatnie” i „Garderoby”. W końcu lat dziewięćdziesiątych powstały obrazy i rysunki z cyklu „perseweracji”, określane malarstwem dotknięcia. Wykorzystuje w tym malarstwie i rysunku gotowe oraz wymyślone znaki i stemple. W ten sposób powstają fikcyjne kody tworząc metaforę systemu kultury uniwersalnej.
Zofia Watrak: „Jerzy Ostrogórski pracuje seriami, do wyczerpania podejmowanych wątków artystycznych i zapoczątkowania nowych, pozornie tylko nieprzewidzialnych zwrotów i przeobrażeń. Ich źródeł można by szukać w doświadczeniach sztuki analitycznej lat 70. Analiza języka artystycznego wiodła do refleksji o przemijalności kodów artystycznych i zmieniających je kontekstach interpretacyjnych. Z tej świadomości Ostrogórski uczynił zasadę własnej twórczości, sankcjonując prawo do nieustannych przeobrażeń”.

## Wybrane wystawy indywidualne
- 1995 – Städtische Galerie im Buntentor, Brema, Niemcy
- 1999 – Galeria Arti, Ankara, Turcja
- 2000 – Galeria Tunel, Stambuł, Turcja
- 2001 – PGS, Sopot
- 2003 – Galeria Nowa Oficyna, Gdańsk
- 2003 – Galeria Alte Remise, Zwingenberg, Niemcy

## Wybrane ostatnie wystawy zbiorowe
- 2002 – „Wizja lokalna. Pokolenia”, Stocznia Gdańska, Gdańsk[5]
- 2004 – Nowa Oficyna – 5 lat Nowej Oficyny, Gdańsk
- 2004 – ASP Wrocław – ASP Gdańsk, ASP we Wrocławiu
- 2005 – 60 lat ASP Gdańsk, Muzeum Narodowe, Gdańsk
- 2006 – ASP Gdańsk – ASP Poznań, Stary Browar, Poznań

## Nagrody
- 2013 – Nagroda Prezydenta Miasta Gdańska w Dziedzinie Kultury z okazji jubileuszu 40-lecia pracy artystycznej, a w szczególności za cykle: „Wieszaki”, „Szatnie”, „Garderoby” i „Perseweracje”[6]